# ۱۴۵ (پیش از میلاد)
۱۴۵ (پیش از میلاد) ۱۴۵مین سال قبل از تقویم میلادی است.